# Технически анализ
В сферата на финансите, техническият анализ е методология за анализиране на финансовите пазари, чиято цел е да прогнозира вероятни изменения на цените на основата на закономерности – на основата на аналогични изменения в цените в миналото при сходни обстоятелства. За целта се използват исторически данни за пазара, като цени и обем.  Поведенческата икономика и количественият анализ надграждат и включват много от инструментите на техническия анализ,  който, бидейки един от аспектите на активно управление, стои в противоречие със съвременната теория на портфейла. Ефективността на техническия и фундаментален анализ се оспорва от хипотезата за ефикасния пазар, която твърди, че цените на всеки търгуван инструмент по същество са непредвидими. 

## История
Принципите на техническия анализ се коренят в събирани стотици години исторически данни за финансовите пазари.  Някои аспекти на техническия анализ се появяват първо в описанието на Джоузеф де ла Вега на холандските пазари през 17 век.
В Азия, техническият анализ се твърди, че е разработен като метод от Хома Мунехиса в началото на 18 век. Той въвежда и развива използването на техниката на японските свещи, която и днес е инструмент, използван в графичния технически анализ. 
През 20-те и 30-те години на XX век Ричард Шебъкър публикува няколко книги, които продължават работата на Чарлз Дау и Уилиям Питър Хамилтън в техните книги „Теория и практика на фондовата борса“ и „Практически и технически анализ на пазара“.
През 1948 г. Робърт Д. Едуардс и Джон Магий публикуват „Технически анализ на борсовите тенденции“, която се смята за една от най-важните публикации в тази сфера. Изследването се занимава предимно с трендови анализ и графични модели, които остават в употреба и до днес.
В началото на своето приложение техническият анализ е използвал предимно графични модели, защото оперативният капацитет на тогавашните компютри не позволявал сложните статистически анализи, които познаваме и ползваме днес
В първите години на 1900 г. Чарлз Дау, считан за основоположник на традиционния технически анализ, публикува серия от редакционни статии, в които излага идеите си за пазара. Теорията на Дау се основава на събраните бележки на съоснователя и редактор на индекса Дау Джоунс, Чарлз Дау и вдъхновява използването и развитието на съвременния технически анализ в края на 19 век.
Други пионери на техническия анализ са Ралф Нелсън Елиът, Уилиям Делбърт Ган и Ричард Уикоф, които са развили своите технически способи в началото на 20 век. Но повечето технически инструменти и теории са разработени и подобрени през последните десетилетия, като се поставя все по-голям акцент върху помощта на специализираните компютърни софтуери.

## Общо описание
Докато фундаменталният анализ разглежда резултатност, дивиденти, нови продукти, научни изследвания и др., техническите анализатори използват различни методи, инструменти и техники, сред които и графични методи. Тези графични модели спомагат за откриването и използването на ценови и пазарни тенденции във финансовите пазари и се опитват да ги прилагат.
Техническите анализатори, използващи графични модели, търсят архетипни (базови, основни) модели на цената, като добре познатия глава и рамене (head and shoulders) или двоен връх / дъно (double top/bottom), обръщащи модели (reversal patterns), изучават различни технически индикатори, пълзящи средни (moving averages) и т.н. Чрез тях откриват линии на подкрепа / съпротива (support/resistance), канали (channels) и други формации, като знамена (flags), флагчета (pennants), балансови дни (balance days) и модели чаша и дръжка (cup and handle patterns).
Освен графики, техническите анализатори прилагат в употреба различни видове пазарни индикатори, някои от които са математически трансформации на цените, които често включват увеличен / спадащ обем и покачване / спад на данните и др. Тези индикатори се използват, за да се прецени дали пазарно търгуваните активи се движат в тренд, и ако е така, да се определи посоката на движение и неговата продължителност.
Техническите анализатори също търсят връзката между ценовите / обемни индекси и пазарни индикатори. Примери за това са пълзящите средни, индексът на относителната сила (RSI) и MACD.
Други методи на изследване включват корелациите между промените в опции (implied volatility) и пут / кол съотношения (put/call ratios) с цената. От значение са и индикаторите за изследване на настроенията на инвеститорите като пут / кол съотношения, мечи / бичи съотношения, краткосрочен лихвен процент, имплицирана волатилност и др.
В техническия анализ се използват много технически способи. Привържениците на различните технически способи (като например: японски свещи, Теория на Дау и Вълнова теория на Елиът) може да пренебрегват други подходи, но често трейдърите комбинират елементи на повече от един технически способ.
Някои технически анализатори използват субективна преценка относно влиянието на конкретни модели върху определен инструмент в даден момент и по отношение на съответната интерпретация на модела. Други използват стриктен механичен или систематичен подход на идентифициране и интерпретиране на различни технически модели.
За разлика от техническия анализ, фундаменталният анализ изучава икономическите фактори, които влияят върху начина, по който инвеститорите оценяват финансовите пазари. Техническият анализ приема, че цените вече са отразили всички фундаментални фактори. Целта на техническите индикатори е да откриват скритите тенденции. Фундаменталният анализ, както и техническият, не са безпогрешни системи за откриване на трендове. Някои търговци използват само технически или само фундаментален анализ, но има и други, които се възползват от преимуществата и на двата вида, преди да вземат решение за търговия. 

## Характеристики
Техническият анализ използва модели и търговски правила, базирани на ценови и обемни трансформации, като пълзящи средни, индекс на относителната сила (RSI), регресии, вътрешно и външно пазарни ценови корелации, бизнес цикли, стоково-пазарни цикли или класически графични модели.
Техническият анализ контрастира с подхода на фундаменталния анализ на борсово търгувани инструменти. Техническият анализ изучава цени, обеми и други пазарни показатели, докато фундаменталният анализ разглежда фактите за дадена компания, пазар, валута или стока. Повечето големи брокерски, търговски или финансови институции имат два анализаторски екипа, използващи съответно технически и фундаментален анализ.
Изводите, получени въз основа на технически анализ може да са в противоречие с тези, резултат от фундаментален анализ. По принцип фундаменталният анализ се основава на факта, че реалната стойност на търгуваните инструменти (ценни книжа, валутни двойки) е различна от пазарната цена – тя е надценена или подценена. Доколкото е възможно да се изчисли „правилната“ цена, можем да предположим, че пазарът „ще коригира“ до желаното ниво (чрез низходяща или възходяща корекция). Заради това препоръката на фундаменталния анализ може да бъде в противоречие с основните препоръки на техническия анализ.
Техническият анализ се използва широко от търговци и финансови специалисти и много често при активна дневна търговия и краткосрочни финансови спекулации. През 60-те и 70-те години на миналия век е бил отхвърлен от академичните среди.
Актуален преглед на Ървин и Парк  отбелязва, че 56 от общо 95 съвременни изследвания стигат до извода, че използването на технически анализ води до позитивни резултати, но много от тях използват съмнителна и несигурна пазарна информация, което прави неубедителни доказателствата за ефективността на техническия анализ. 
Много академици все още смятат техническият анализ за псевдо наука, като например Юджийн Фама, който поддържа тезата, че доказателствата в полза на техническия анализ са малко, а самият метод е в противоречие със слабата форма на хипотезата за ефикасния пазар (EMH).  Потребителите, които използват технически похвати, твърдят, че дори и да не предвиждат бъдещето, те спомагат за идентифицирането на добри търговски възможности. 
Техническият анализ намира много по-широко приложение на валутния пазар, отколкото фундаменталният анализ.  Това не означава, че техническият анализ е по-подходящ за анализ на Forex, а по-скоро ефикасността на неговото приложение намира по-широко признание в тези среди. Някои изолирани проучвания показват, че следването на техническите търговски правила води до последователни по-добри резултати в периода преди 1987 г.  Повечето научни изследвания се фокусират върху аномалното състояние на валутния пазар. Предполага се, че аномалиите се дължат на интервенциите на централните банки на валутния пазар, които техническият анализ очевидно не може да предскаже. 
Скорошни изследвания отчитат, че комбинирането на различни пазарни сигнали в единен подход може да доведе до увеличение на доходността и да намали зависимостта от използването на единично правило. 

## Принципи
Основен принцип на техническия анализ е, че цената на пазара е отражение на цялата практически значима информация, в резултат на което анализът се фокусира върху търговската история на даден инструмент и не се влияе от външни фактори, като икономически, фундаментални и новинарски събития. Следователно, движението на цената следва повторяем модел, дължащ се на факта, че инвеститорите колективно клонят към определена тенденция на поведение. Така техническият анализ се фокусира върху разграничими трендове и условия. 
Ценовото движение отчита всичко
На база на предпоставката, че цялата значима информация е включена в цената и обема на даден инструмент и вече е взета предвид, техническите анализатори считат, че пазарът сам посочва своето най-вероятно развитие.
Цените се движат в трендове
Техническите анализатори смятат, че цените не отразяват само случайни движения, а се движат с посока. Смята се, че продължаване на настоящата ценова тенденция е по-вероятно от нейното изменение. Основната дефиниция на ценови тренд за първи път е изложена в теорията на Дау. 
Като пример, може да се посочи очевидният тренд на акциите на AOL в периода от ноември 2001 г. до август 2002 г. Техническият анализатор или тренд последовател би разпознал подобна тенденция и би търсил възможност да продаде тези акции. Цената на AOL се движи надолу през целия период. Всеки път, когато цената на акцията се покачи, търговците се включват в пазара и продават акции, което е причината за „зиг-заг“ движението на цената. Последователността от „по-ниски върхове“ и „по-ниски дъна“ на цената е признак на низходящ тренд. 
С други думи, всеки път, когато цената пада, тя пада под предишната ѝ относителна ниска цена. Всеки път, когато цената се повиши, тя не успява да достигне предишната относителна висока цена.
Трябва да се обърне внимание, че последователността от „по-ниски дъна“ и „по-ниски върхове“ не започва от края на август. Тогава AOL отбелязва ниска цена, която не пробива относителната ниска цена, по-рано в месеца. По-късно през същия месец, цената на акциите достига относително висока цена, равна на предишната относително висока цена. На този етап техническият анализатор ще види силни индикации, че низходящият тренд е в пауза или към своя край и вероятно ще спре активното продаване на акциите в този момент.
Историята се повтаря
Техническите анализатори смятат, че инвеститорите колективно повтарят поведението на техните предшественици. За един технически анализатор, емоциите на пазара може да са ирационални, но те съществуват. Защото инвеститорското поведение се повтаря толкова често, колкото да идентифицира ясно различими ценови модели, които могат да бъдат забелязани на графика. Разпознаването на подобни модели позволява на техническите анализатори да влизат в сделки, които имат по-висока вероятност за успех. 
Техническият анализ не се ограничава само до графики, а винаги взима под внимание и ценовите тенденции.  Например много техници следят проучвания на инвеститорските настроения. Подобни проучвания измерват нагласите на участниците на пазара, по-специално към мечи или бичи пазар. Техническите анализатори използват подобни проучвания, за да преценят дали дадена тенденция ще продължи или може да настъпи обрат. Най-често промяна в тренда може да се очаква, когато проучванията отбелязват екстремни нагласи на инвеститорите. Проучвания, които показват преобладаващи бичи настроения, например, често са доказателства, че възходящият тренд е изчерпан. Предпоставката за това е, че повечето инвеститори са оптимисти и вече са закупили даден инструмент в очакване на по-високи цени, което предполага, че на пазара остават по-малко купуващи и повече продаващи, въпреки оптимистичните настроения. Това предполага, че трендът се обръща и участниците в пазара започват да го контрират. 

## Индустрия
Индустрията е представена глобално от Международната федерация на техническите анализатори (International Federation of Technical Analysts – IFTA). IFTA е световна организация на организациите и асоциациите за пазарен анализ.
В Съединените щати индустрията се представлява от Асоциацията на пазарните технически анализатори (Market Technicians Association – MTA) и от Американската асоциация на професионалните технически анализатори (American Association of Professional Technical Analysts – AAPTA).
В Съединените щати също действа Асоциация на техническите анализатори на ценни книжа – Сан Франциско (Technical Security Analysts Association of San Francisco – TSAASF), която се занимава с технически анализ на акции и суровини. В Обединеното кралство индустрията е представена от Обществото на технически анализатори (Society of Technical Analysts – STА).
В Канада инвестиционната общност на техническите анализатори се представлява Канадското общество на техническите анализатори (Canadian Society of Technical Analysts). В Австралия индустрията е представена от Асоциация на австралийските технически анализатори (Australian Technical Analysts Association (ATAA)) и Австралийски професионални технически анализатори Australian Professional Technical Analysts – APTA) Inc.
Професионалните общества на техническите анализатори работят по създаването на познания в областта на техническия анализ. Познанието в областта е начин за определяне как и защо работи техническия анализ. То може да бъде използвано от академичните среди, както и от регулаторни органи в разработването на правилни изследвания и стандарти в областта. Асоциацията на пазарните технически анализатори (Market Technicians Association – MTA) публикува разработка, която е структурата за изпита по програмата за Квалифицирани пазарни технически анализатори (Charted Market Technician – CMT).

## Системна търговия

### Невронни мрежи
Изкуствените невронни мрежи (artificial neural networks – ANNs) бързо добиват популярност в началото на 1990-те години, когато практически се появяват първите използваеми видове. Те представляват изкуствени интелигентни адаптивни софтуерни системи, аналогични на биологичните невронни мрежи.
Те се използват, защото се обучават да разкриват сложни модели в данните. В математически термини, те са универсални функционални апроксиматори , което означава, че при дадени точни данни, конфигурирани правилно, те могат да уловят и моделират всички входно-изходни връзки. Това не само премахва необходимостта от човешка интерпретация на диаграми или серия от правила за генериране на сигнали за вход / изход, но също така осигурява приемственост на фундаменталния анализ, като променливите, използвани във фундаменталния анализ, може да се използват като вход.
Невронните мрежи по същество са нелинейни статистически модели, техните възможности за точност и прогнози могат да бъдат, както и математически, така и емпирично тествани. В различни изследвания авторите твърдят, че невронните мрежи, използвани за генериране на сигнали за търговия с различни технически и фундаментални входове, значително са надминавали стратегии, като купи-и-задръж (buy-hold), както и традиционни линейни методи на техническия анализ, когато се комбинират с правила, имплементирани в експертни системи.
Докато напредналият математически характер на такива адаптивни системи е задържал невронните мрежи за финансов анализ най-вече в рамките на академичните изследователски кръгове, през последните години удобният за потребителите софтуер на невронните мрежи е направил технологията по-достъпна за търговците. Въпреки това, масовото приложение е проблематично, заради проблема за съвпадането на коректна невронна топология с пазара, който се изследва.

### Бектестване
Системната търговия най-често се използва за тестване на определена инвестиционна стратегия с исторически данни. Процесът е известен като бектестване (backtesting). Бектестването най-често се извършва въз основа на технически индикатори, но може и да се прилага и при повечето инвестиционни стратегии, основани на фундаментален анализ.
Докато традиционните бектестове се извършват на ръка, това обикновено се случва само при инструменти, подбрани на око, следователно тестът е податлив на предварителни или субективни познания в селекцията на инструментите. С напредъка на компютърните технологии, днес за много кратко време могат да бъдат тествани различни пазарни инструменти върху десетилетия исторически данни.
Използването на компютри има своите недостатъци, понеже се ограничава до алгоритмите, които един компютър може да изпълнява. Различни търговски стратегии разчитат изцяло на човешката интерпретация и не са подходящи за компютърна обработка. Само технически показатели, които са изцяло алгоритмични, могат да се програмират за компютърно автоматизирано бектестване.

## Комбинация с други методи за прогнозиране на пазара
Според Джон Мърфи (John Murphy), основните източници на информация, достъпни за технически анализ, са цена, обем и открит интерес (фючърсни контракти). Други данни, като например различни технически индикатори и анализи на пазарните настроения, са определени като вторични.
Въпреки това, много технически анализатори отиват отвъд чисто техническия анализ, като съчетават други методи за прогнозиране на пазара при техническите си анализи. В средата на 1980-те години Джон Болинджър използва подход, който въвежда термина рационален анализ, търсещ пресечната точка на техническия анализ и фундаменталния анализ. Друг такъв подход е синтезираният анализ, който наслагва фундаменталния анализ с техническия, в опит да се подобри изпълнението на портфолио на мениджърите.
Техническият анализ често се комбинира с количествен анализ и икономикс. Например, невронните мрежи може да се използват, за да помогнат при идентифициране на вътрешно пазарни взаимоотношения.
Индикаторите за инвеститорски и потребителски настроения също се използват от техническите анализатори.

## Емпирични доказателства
Независимо от факта, че много технически анализатори смятат, че използването на технически способи за анализ им дава предимство пред останалите участници на пазара, не всички изследователи споделят това убеждение. Методите се различават значително и често различни технически анализатори правят противоречиви прогнози върху едни и същи данни.
Много инвеститори твърдят, че постигат положителна доходност, но академичните оценки често намират, че това няма никаква предсказуема сила. 56 от общо 95 от съвременните изследвания потвърждават, че техническият анализ е имал положителни резултати, въпреки че определени пристрастия и други проблеми затрудняват анализа.  Нелинейното предсказване на динамиката на пазара с помощта на невронни мрежи понякога произвежда статистически значими резултати. Работен документ на Федералния резерв  по отношение на изследването на нивата на подкрепа и съпротива на валутните курсове в краткосрочен план „предлага убедителни доказателства, че нивата помагат в рамките на деня да се предскаже тенденцията на развитие на тренда“, въпреки че „силата на предсказване варира за различните валутни двойки или инструменти, които са изследвани“.
Същевременно скорошно проучване на различни технически стратегии за търговия, прилагани на китайския пазар, гласи: „Най-накрая, ние откриваме значителна положителна възвръщаемост от дълги позиции, генерирани от пресичащи се пълзящи средни, заедно с пробив на ценови канал, и прилагане на правилата за търговия на индикатора Bollinger bands, след отчитане на разходите по сделките на стойност 0,50%.“
По-късно изследване на въпроса от холандския икономист Гервин Грифиоен (Gerwin Griffioen) заключава, че „при фондовите индекси на САЩ, Япония и по-голямата част от Западна Европа, рекурсивната процедура за прогнози не изглежда печеливша, дори при ниски разходи за трансакции. И нещо повече – за по-високи разходи при трансакции, според изчисления на CAPMs, този вид техническа търговия не демонстрира статистически значима сила при коригиране на риска за почти всички фондови индекси“. Разходите по трансакциите са от особено значение за „импулсните стратегии“; Цялостен преглед от 1996 г. на данните и проучванията стига до заключението, че дори малки трансакционни разходи ще доведат до невъзможност да се улови каквато и да е възвръщаемост от такива стратегии.
В доклад, публикуван в Journal of Finance, д-р Андрю У. Ло (Andrew W. Lo), директор на Лабораторията за финансов инженеринг към Масачузетския технологичен институт (MIT), работещ заедно с Хари Мамаяски (Harry Mamaysky) и Джанг Уанг (Jiang Wang), установяват, че:

Техническият анализ, известен също като „графичен“, е бил част от финансовата практика в продължение на много десетилетия, но тази дисциплина не е получила едно и също ниво на академично разбиране и приемане, както по-традиционните подходи като фундаменталния анализ. Една от основните пречки е силното субективно естество на техническия анализ – присъствието на геометрични фигури в исторически ценови графики често се наблюдава само от анализатора. В тяхната разработка се прилага системен и автоматичен подход за техническо разпознаване на образи, използвайки непараметрична регресия на ядрото, и този метод се прилага към изследването на голям брой акции в САЩ за периода 1962 – 1996 г., с цел да се оцени ефективността на техническия анализ. Чрез сравняване на безусловното емпирично разпределение на дневната възвръщаемост на акциите с условното разпределение, обусловено от специфични технически показатели, като глава и рамене и двойно дъно, откриват, че за разглеждания период от 31 години, „няколко технически индикатора предлагат частична информация, която би могла има някаква практическа стойност“.

В същата тази книга д-р Ло пише, че „няколко академични изследвания предполагат, че... техническият анализ може да бъде ефективно средство за извличане на полезна информация от пазарните цени.“ Някои техники, като например трендовата стратегия, известна като Друмонд Геометрия, разработена от Чарлз Друмонд, опитват да преодолеят пристрастията на историческите данни чрез проектиране на нива на подкрепа и съпротива от различни времеви рамки в близко бъдеще, комбинирайки ги с реверсивни основни техники.
Индикаторите на Томас ДеМарк (Thomas DeMark) се радват на забележителна подкрепа от финансовия сектор. Скорошна разработка изследва прогнозната сила на три индикатори на ДеМарк (Sequential, Combo и Setup Trend) върху 21 стокови фючърсни пазари за 10-годишни исторически данни. Входните сигнали са били тествани чрез сравняване на условната възвръщаемост, обусловена от входните сигнали, с безусловната възвръщаемост. За периода от януари 2004 г. до януари 2014 г., тестовете показват статистически значима прогнозна способност за широк кръг от стокови фючърси.

### Хипотеза за ефикасния пазар
Хипотезата за ефикасния пазар (EMH) се противопоставя на основните убеждения, свързани с техническия анализ, като твърди, че минали цени не могат да бъдат използвани, за да се предвидят изгодно бъдещи такива. Следователно, заключението е, че техническият анализ не може да бъде ефективен. Икономистът Юджийн Фама, носител на Нобелова награда за икономика, публикува разработка на Хипотезата за ефикасния пазар в Journal of Finance през 1970 г., като казва: „Накратко, доказателствата в подкрепа на модела на ефикасните пазари са много (донякъде уникални в областта на икономиката), а противоречивите доказателства са оскъдни.“
Изследователите твърдят, че Хипотезата за ефикасния пазар игнорира начина, по който работят финансовите пазари, предвид на това, че много инвеститори изграждат своите очаквания въз основата на минали печалби или опит. Доколкото бъдещите цени на пазарно търгувани активи могат да бъдат силно повлияни от очакванията на инвеститорите, изследователите приемат, че миналите цени повлияват на бъдещите. Също така обръщат внимание на проучване в сферата на поведенческите финанси, което подчертава, че хората не са рационални участници в пазара, както предполага Хипотезата за ефикасния пазар. Техниците твърдят, че неразумното човешко поведение повлиява на цените на пазарно търгуваните инструменти и това поведение води до резултат, който може да бъде лесно предвидим. Авторът Дейвид Арънсън (David Aronson) допълва, че теорията на поведенческите финанси комбинира практиката и техническия анализ:
Отчитайки въздействието на емоциите, предразположенията към грешки, ирационалните предпочитания и динамиката на груповото поведение, поведенческите финанси предлагат обяснение на свръхволатилността на пазара, както и на свръхдоходността от добре известни, изхабени пазарни стратегии... предразположенията към грешки също могат да обяснят съществуването на пазарна неефикасност, която провокира систематични ценови движения, които позволяват обективни методи на технически анализ.
Защитниците на Хипотезата за ефикасния пазар отговарят, че индивидуалните участници в търговията не винаги разсъждават рационално (или имат пълна информация), те взимат балансирано общо решение, което в крайна сметка дава разумен резултат (оптимистите, които купуват даден инструмент и покачват цената, се противопоставят на песимистите, които продават този инструмент и уравновесяват цената). Подобно, пълната информация се отразява на цената, защото всички участници в пазара носят своето индивидуално, но непълно знание за него.

### Хипотеза на случайното блуждаене на цените
Хипотезата на случайното блуждаене на цените произлиза от слабата форма на Хипотезата за ефикасния пазар, която се базира на предположението, че участниците в търговията напълно разбират и използват всяка информация, която се съдържа в минали ценови движения. В неговата книга „Случайна разходка по Уолстрийт“ икономистът Бъртън Малкийл (Burton Malkiel) твърди, че техническите средства за прогнозиране опровергават сами себе си: „Проблемът е в това, че когато участниците на пазара открият такава закономерност, те се опитват да предотвратят това да се случва и в бъдеще.“ Малкиел допълва, че текущата динамика може да обясни някои пазарни движения, но няма достатъчно потвърждения, които да генерират свръх печалби. Той сравнява техническия анализ с астрологията.
В късните 1980-те години Андрю Лу и Крейг МакКинли публикуват изследване, което поставя под въпрос валидността на Хипотезата на случайното блуждаене на цените. През 1999 г., в отговор на Малкиел, Ло и МакКинли събират емпирични изследвания, които поставят под въпрос приложимостта на хипотезата. Данните водят до предположението за непроизволен и възможен за предвиждане компонент, свързан с динамиката на пазарно търгувани инструменти. Икономистите все пак отбелязват, че отричането на Хипотезата на случайното блуждаене на цените не обезсилва със сигурност Хипотезата за ефикасния пазар (EMH), която е напълно отделна концепция.
Индексът на случайното блуждаене (The random walk index – RWI) е технически индикатор, който се опитва да определи дали пазарната динамика на цените е случайна или в резултат на статистически значима тенденция. Индексът на случайното блуждаене определя дали пазарът е в силен възходящ или низходящ тренд, като измерва диапазона на цените за последните N дни и сравнява как този диапазон се различава от случайното блуждаене (случайно движение нагоре или надолу). По-широк диапазон предполага по-силен тренд.

### Научен технически анализ
През 1994 г. Кагиналп и Баленович (Caginalp and Balenovich)  използват модел от диференциални уравнения, свързани с активите, демонстрирайки, че някои основни модели на техническия анализ могат да бъдат генерирани чрез известни базови предположения. Някои от моделите, като триъгълна екстраполация или обръщащ модел, могат да бъдат генерирани с предположенията на две различни групи инвеститори с различни преценки за текущата ситуация. Основните допускания на моделите са ограничеността на активите, и употребата на трендови движения относно преценката при взимането на решения. Много от моделите следват математическата причинно-следствена връзка на тези предположения.
Един от проблемите на стандартния технически анализ е трудността в определянето на моделите по начин, който позволява обективно тестване. Моделът японски свещи включва образци за период от няколко дни, които са в рамките на възходящ или низходящ тренд. Кагиналп и Лаурент (Caginalp and Laurent) са първите, които са провели успешно широко мащабно тестване на тези модели. Тествани са математически прецизирани критерии, като първо се дефинира краткосрочен тренд с апроксимация на данните и допускане на едно отклонение на апроксимирания тренд. После се взимат предвид осем основни тридневни образци – обръщащи модели на японските свещи в непараметричен подход и определят образците като комплект от неравенства. Резултатите са положителни с огромна статистическа достоверност за всеки от моделите, използващи набор от дневни данни за всички S & P 500 акции в продължение на петгодишен период от 1992 г. до 1996 г.
Една от най-основните идеи на конвенционалния технически анализ е, че когато веднъж се установи, трендът е склонен да продължи. Тестването за тази тенденция често води изследователите до заключението, че инструментите са в случайно блуждаене. В свое изследване, Потерба и Съмърс (Poterba and Summers) откриват твърде малък ефект, за да притежава някаква търговска стойност. Както Фишер Бляк (Fisher Black) отбелязва, „шумът“ в пазарната цена прави трудно тестването на различни хипотези.
Метод за избягването на този шум е открит през 1995 г. от Кагиналп (Caginalp) и Константин (Constantine), които са използвали в съотношение два идентични по същество фондове от затворен тип, за да елиминират „шума“ при каквито и да е промени в оценката. Обикновено акциите на затворения тип фонд (CEF) се търгуват на цени, независещи от нетната стойност на активите в портфейла на фонда. Затворените фондове не предлагат постоянно първична продажба на акциите си, за разлика от отворения тип фондове. Вместо това те пласират фиксиран брой свои акции само веднъж, при учредяването си, а впоследствие тези акции могат да се търгуват на фондовите борси.
В това изследване, авторите открили, че най-добрият начин да се определи утрешната цена, е не цената от предния ден (както твърди Хипотезата за ефикасния пазар), или чисто продължаване на промяната през предходния интервал от време (същото относително изменение на цените от вчера до днес продължава от днес до утре), а е по средата между тези две цени.
Като се започне от характеристиката на миналото време, развитието на пазарните цени по отношение на ценова скорост и ускорение, общата рамка на техническия анализ е била разработена с цел създаване на принципна класификация на възможните модели, характеризиращи отклонение или дефекти от случайно блуждаещ пазар и неговите времеви инвариантно транслационни свойства.  Класификацията се основава на два безразмерни параметъра – числото на Фруд характеризира относителната сила на ускорението по отношение на скоростта и времевия хоризонт на прогнозата за наблюдавания период. Трендследящите и контриращите модели са открити да съществуват едновременно и да разчитат на безразмерен времеви хоризонт. Този метод предлага статистически значима предвиждаща сила при практически всички тествани пазарни фази.
През 2011 г., Кагиналп и ДеСантис (Caginalp and DeSantis)  използват огромни масиви данни от фондове – затворен тип, при които е възможно сравнение с оценка, за да се определи количествено дали ключовите аспекти на техническия анализ като тенденция и устойчивост имат научна стойност. Използвайки информация от 100.000 позиции, те демонстрират, че трендът има ефект, който е почти на половината толкова важен, колкото оценката. Ефектът на обема и волатилността, които са по-малки, са също видими и статистически важни. Важен аспект от тяхната работа включва нелинейния ефект от тенденцията (тренда). Позитивните тенденции, които се появяват в приблизително 3.7 стандартни отклонения, имат положителен ефект. При по-силни покачвания се наблюдава негативен ефект върху възвръщаемостта, навеждайки на мисълта, че при засилване на възходящия тренд започва изтегляне на печалби от страна на участниците в пазара. При низходящите тенденции ситуацията е подобна, с изключение на това, че „купуване при спад“ не се случва преди трендът да достигне стандартно отклонение от 4.6. Тези методи могат да бъдат използвани, за да се разглежда поведението на инвеститорите и да се сравняват стратегиите при различни класове активи.
През 2013 г., Ким Мен Луй (Kim Man Lui) и Т. Чонг (T. Chong) отбелязват, че предходните открития на техническия анализ засягат предимно ефикасността на специфични търговски правила на базата на дадени исторически данни. Тези изследвания не обръщат внимание на човека – търговец, тъй като никой реален трейдър не би следвал механично сигналите, на който и да било метод на техническия анализ. Следователно, за да се разкрие истината за техническия анализ, трябва да се върнем и да разберем разликата между опитен и начинаещ търговец. Ако пазарът наистина се развива произволно, няма да има разлика между тези два типа търговци. Опитът обаче сочи, че търговци, които са по-запознати с техническия анализ, се справят по-добре от тези, които не са запознати толкова добре. 

## Предаване на информацията
До средата на 1960 г., „tape reading“ е била популярна форма на техническия анализ. Тя се е състояла от четене на информация за пазара, като например цена, обем, размер на поръчка, и така нататък, от хартиена телеграфна лента, която преминава през машина наречена „stock ticker“ (машина, която чете информация за акции). Данните за фондовия пазар са били изпращани на брокерски къщи, както и в домовете и офисите на най-активните спекуланти. Тази система отпада от употреба с навлизането на електронните информационни табла в края на 60-те години, а по-късно с навлизането на компютрите, които дават възможност за лесно изготвяне на диаграми.

## Табло с котировки
Друга форма на техническия анализ, която се е използвала, е чрез тълкуване на данни за фондовите борси, съдържащи се в котировъчно табло, които във времената преди електронните екрани, са били огромни черни дъски, разположени в борсите, с данни за основните финансови активи, описващи обменните курсове за анализ на движенията на цените им.  Те са били актуализирани ръчно с тебешир, с оглед някои от тези данни да бъдат предавани извън средата на обмен (като брокерски къщи, посредници, в които са се приемали поръчки и т.н.) чрез гореспоменатата лента, телеграф, телефон и по-късно телекс. 
Този инструмент за анализ е бил използван, както на място, предимно от професионалисти на пазара – за ежедневна търговия и за извънредно краткосрочни сделки, така и от широката общественост, чрез печатните версии на вестници, показващи данните от преговорите от предишния ден, за суинг (търговия в краткосрочни времеви рамки) и позиционна търговия. 
Въпреки продължаващата поява във вестници, както и в компютъризирани версии в някои сайтове, анализът чрез котировъчно табло е форма на техническия анализ, която вече не се използва от по-голямата част от търговците.

## Времеви графики и индикатори

### Основни термини
- Среден действителен диапазон (ATR) – този индикатор е показател на волатилността на пазара и представлява усреднен диапазон на дневната търговия, коригиран за ценови прекъсвания (дупки).
- Пробив – концепция, при която цените проникват в пространството над линията на съпротива и под линията на подкрепа, обикновено, но не винаги, придружени от увеличаване на обема на търговия. Индикаторът показва границите на ценовите колебания за избрания интервал от време, така че предлага големи възможности за интрадей стратегии за търговия.
- Графичен модел – характеристичен модел, създаден от движението на цените на пазарно търгуван инструмент върху графика.
- Цикли – времеви период за евентуална промяна в движението на цените (цената се движи само нагоре, надолу или настрани).
- Коригираща вълна (Dead cat bounce) представлява явление, при което ефективният спад на цената на акция е последван от умерено и временно повишение, преди да продължи низходящото си движение.
- Вълнови принцип на Елиът и златно сечение за изчисляване на последователни движения на цените в определена посока и коригирането им в обратна посока.
- Съотношение на Фибоначи – използва се като показател за определяне на линиите на подкрепа и съпротива. Нивата на подкрепа и съпротива подпомагат търговците да идентифицират входни и изходни моменти на пазара.
- Индекс на скоростта на изменение (Momentum) – индекс, който показва скоростта на изменение на цените. Индикаторът е трендови и показва дали трендът се ускорява, забавя или се движи със същата скорост.
- Aнализ на фигури, образувани от ценови точки (Point and figure analysis) – представлява ценови базиран аналитичен подход, използващ числови филтри, които може да включват уточнение на времето, въпреки че в самата им конструкция времето се пренебрегва изцяло.
- Съпротива – ценово равнище, при достигането на което движението на цените се оттласква надолу, като се увеличават продажбите.
- Подкрепа – ценово равнище, при достигането на което движението на цените се оттласква нагоре и е съпроводено с увеличение на покупките.
- Тренд – явление, при което движението на цените има тенденция да се задържи в една посока за продължителен период от време.

### Видове графики
- Графика тип Японски свещи – те имат японски произход и подобно на лентовите графики съдържат четири цени за съответния времеви интервал (цена на отваряне, най-висока цена, най-ниска цена и цена на затваряне). Пространството между цената на отваряне и затваряне е маркирано като правоъгълник върху графиката и се нарича тяло на свещта. Линиите, които свързват най-високата цена с тялото и най-ниската цена с тялото се наричат сянка на свещта. Когато цената на затваряне е по-висока от цената на отваряне, тялото се маркира със зелен цвят или празен правоъгълник. Когато цената на затваряне е по-ниска от цената на отваряне, тялото се маркира в зелен цвят или запълнен с бяло правоъгълник.
- Линейна графика – свързва стойностите на цената на затваряне с линейни отсечки.
- Лентова графика (Open-high-low-close chart) – известни също като бар диаграми, съдържат цена на отваряне, най-висока цена, най-ниска цена и цена на затваряне. Изобразяват се като тясна лента, която свързва най-високата цена с най-ниската цена за определен период от време. В лявата част на лентата с къса хоризонтална черта се отбелязва цената на отваряне, а в дясната част – цената на затваряне.
- Графики на фигури, образувани от ценови интервали (Point and figure chart), образувани от ценови интервали) – тип диаграма, използваща числови филтри, които регистрират цените на затваряне за преминаващ кратък интервал от време. Тези цени се отбелязват в стълбове с кръстче едно над друго, когато нарастват и с кръгче едно под друго, когато намаляват. Когато точките се променят от кръстче към кръгче и обратно, се започва нов стълб. Изграждането на тези стълбове напълно игнорира времето като фактор за изграждане на диаграмата.

### Допълнителни графични изображения
Графични изображения, които обикновено са насложени върху основната ценова графика.
- Ленти на Болинджър (Bollinger bands) – диапазон на ценовите колебания.
- Канал – двойка от успоредни трендови линии.
- Ichimoku kinko hyo – метод за технически анализ, който е базиран на пълзяща средна стойност и използва като основа графика от тип японски свещи. Този метод се използва за подобряване точността на прогнозата на ценовите движения.
- Пълзяща средна стойност (Moving average) – линия, която се изобразява в ценовата графика, като всяка нейна точка се изчислява като средна стойност на цените на затваряне от няколко отминали интервала.
- Параболична Система SAR (Parabolic SAR) – плаваща стоп система на Уайлдър, която има параболичен характер и се изобразява като точки под цените започващи от ценови спад и завършващи до пресичане с цените или с точки над цените започващи от ценови връх и завършващи при пресичане с цените.
- Опорна точка (Pivot point) – получават се чрез изчисляване на числената средна стойност от най-висока, най-ниска и цена на затваряне за конкретна валута или акция.
- Съпротива – ценово равнище, което може да действа като горна бариера на цените.
- Подкрепа – равнище на цените, което може да действа като долна бариера на цените.
- Трендова линия – наклонена линия, прекарана през поне два ценови върха или поне два спада.

### Индикатори, отчитащи въвлечеността на инструментите в тренда
Тези индикатори за базирани на пазарна статистика.
- Индикатор ADL – индикатор на нарастващата / спадащата линия. ADL е трендови индикатор, характеризиращ пазара на базата на сравнение между количеството нарастващи и спадащи инструменти за определен период от време. Той се използва за идентифициране и потвърждаване силата на тренда, и за потвърждение за възможно обръщане.
- Маккелън осцилатор (McClellan Oscillator) – популярен индикатор, създаден от Мариан Макклелан. Той се използва за анализ на пазара при определянето на текущия пазарен диапазон и текущото движение – низходящо или възходящо.
- Индексът на Макклелан Шърман (McClellan Summation Index) е създаден въз основа на Маккелън осцилатора чрез проследяване на дневното натрупване (сумиране) на нарастващи и спадащи инструменти и се използва за по-дългосрочно анализиране на пазара и откриване на повратни точки (промяна в посоката на дългосрочния тренд).

### Индикатори, базирани на цената
Тези индикатори обикновено се показват на втора графика, която е извън основната ценова графика и са разположени под или над нея.
- Индикатор %C (Percent Contraction Index) – обозначава свиване или разширяване диапазона на пазарните цени. Този индикатор също така сигнализира, когато се достигнат екстремни позиции в тренда или вълните, така че търговецът може да очаква промяна.
- Индикатор ADX (Average directional index) – широко използван индикатор, който показва наличието или липсата на тренд. Индикаторът може да бъде полезен за определяне на силата на тренда. Високите стойности означват силен тренд, ниските – слаб. Когато стойностите му са ниски, е много вероятно пазарът да изпадне в рейндж.
- Индекс на стоковия канал (Commodity Channel Index) – определя цикличните промени. Създаден от Доналд Ламберт, този индикатор има за цел да открива и показва цикличните обръщания при финансовите инструменти. Друго основно приложение на този индикатор е да показва кога пазарът е в състояние на свръхкупеност или свръхпродаденост.
- Индикатор MACD (Moving Average Convergence / Divergence) – този индикатор е разработен от Джералд Апел, и е един от популярните индикатори за техническия анализ. Индикаторът е трендови, базиран на пресичането на пълзящи средни, чрез изваждане на по-дълга пълзяща средна (МА) от по-къса, което го прави моментен осцилатор, който изглажда ежедневните колебания на цените. Линията, резултат от това, се колебае около нулата, без горна или долна граница.
- Индекс на относителната сила (Relative strength index – RSI) е технически индикатор, използван широко в техническия анализ, който измерва силата на тренда и вероятността от промяна. Индикаторът RSI е изобретен от Уелс Уайлдър и неговата популярност се дължи на простотата на неговото тълкуване. RSI сравнява абсолютната стойност на ръста на пазара за определен период от време, в рамките на периода на продажбите с абсолютната стойност на спада на пазара, представено като число от 0 до 100.
- Индекс на относителната мощ (RVI) – осцилатор, който измерва действието на последните цени и вероятността, че те ще продължат.
- Стохастичен осцилатор (Stochastic oscillator) – определя момента на затваряне на позиции в рамките на последния диапазон на търговия.

### Индикатори, базирани върху обема на търговия
- Индекс за натрупване и разпределение (Accumulation/distribution index) – този индекс е базиран на обема при пазар, затварящ в рамките на дневното движение на цените.
- Паричен поток – количеството пазарни инструменти, изтъргувани в дни с повишение на цените.
- Балансов обем – ако цената на закриване е по-висока от цената на закриване от предишния ден, то целия дневен обем се счита за положителен. Ако цената на закриване е по-малка от цената на закриване от предишния ден, целия дневен обем се счита за отрицателен. Той показва дали се увеличават покупките или се увеличават продажбите.